# Баран (Риу-Гранди-ду-Сул)
Баран (порт. Barão) — муниципалитет в Бразилии, входит в штат Риу-Гранди-ду-Сул. Составная часть мезорегиона Агломерация Порту-Алегри. Входит в экономико-статистический микрорегион Монтенегру. Население составляет 5293 человека на 2007 год. Занимает площадь 124,497 км². Плотность населения — 42,6 чел./км².

## История
Город основан 5 декабря 1988 года.

## Статистика
- Валовой внутренний продукт на 2003 год составляет 41 519 916,00 реалов (данные: Бразильский институт географии и статистики).
- Валовой внутренний продукт на душу населения на 2003 год составляет 7 763,63 реалов (данные: Бразильский институт географии и статистики).
- Индекс развития человеческого потенциала на 2000 год составляет 0,807 (данные: Программа развития ООН).

## География
Климат местности: субтропический.